# 足場タンパク質
足場タンパク質（あしばタンパクしつ、scaffold protein）とは、複数のタンパク質に同時に結合する事により、それらのタンパク質の細胞内局在や、シグナル伝達の効率を変化させるタンパク質を指す。多くの場合PDZドメインやSH3ドメインといった、タンパク質結合ドメインを持つ一方、それ自身には酵素活性は無い事が多い。
特に中枢神経シナプスにおいて、その生物学的意義と機能が詳細に調べられている。シナプスにおける代表的な足場タンパク質としてはPSD-95、Shank、AKAP、Homerなどが存在する。これらの働きにより、シナプス表面の受容体がシナプスに局在するとともに、その下流のタンパク質が受容体直下に分布する。